# Черемисина, Оксана Александровна
Окса́на Алекса́ндровна Черемисина (до 2011 - Кудрявцева; р 10 июля 1985 года, Москва) — российская волейболистка. Либеро. Мастер спорта России. Рост 182 см.

## Биография
Начала заниматься волейболом в 6-летнем возрасте в московской СШОР «Фортуна». 1-й тренер — Н. П. Митрофанова. В 1999—2000 игрок дублирующего состава команды ЦСКА. С 2000 выступала за команды: 2000—2008 — «Луч» (Москва), 2008—2009 — «Индезит» (Липецк), 2009—2010 — «Динамо» (Казань), 2010—2011 — «Тюмень»-ТюмГУ. 
В 2011 Оксана Кудрявцева вышла замуж за волейболиста казанского «Зенита» Алексея Черемисина и приостановила игровую карьеру. В 2016 вернулась в спорт и выступает за московский «Луч». 
В 2003 году в составе студенческой сборной России (представленной игроками московской команды «Луч») стала бронзовым призёром волейбольного турнира летней Универсиады в Тэгу (Южная Корея).

## Медали
- 2003 — летняя Универсиада — бронза